# Kamelen n'goni

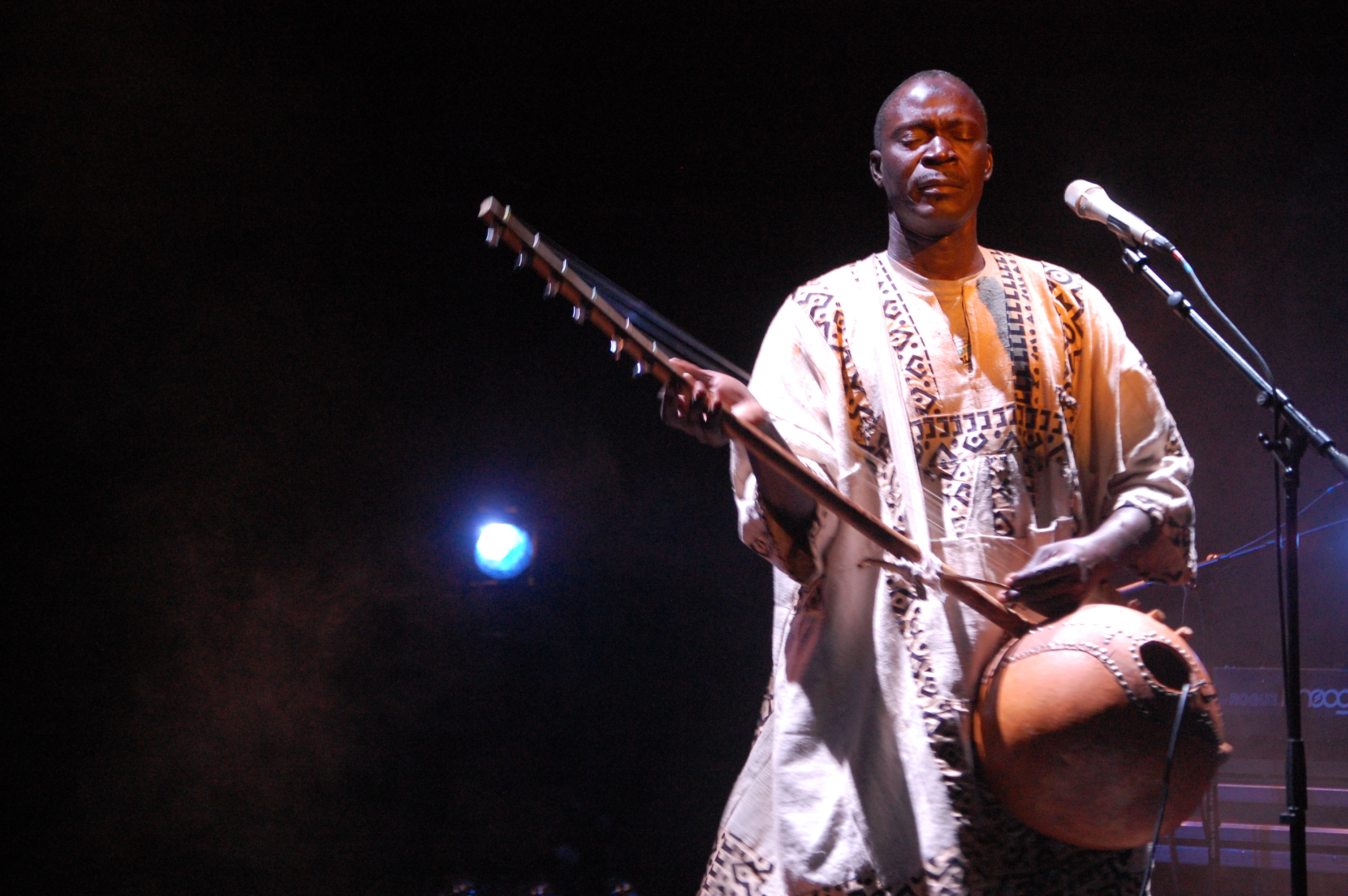
Kamelen n'goni

Kamelen n'goni, även skrivit kamele n'goni, kamalen n'goni, kamalen koni eller kémélé n'goni (bambara: 'de ungas stränginstrument'), eller bara kòni, är ett stränginstrument från Västafrika.